# Coelotes hachijoensis
Coelotes hachijoensis là một loài nhện trong họ Amaurobiidae.
Loài này thuộc chi Coelotes. Coelotes hachijoensis được Hirotsugu Ono miêu tả năm 2008.